# Wang Kaihua
Wang Kaihua, né le 16 février 1994 à Lanzhou, est un athlète chinois, spécialiste de la marche.
Sur 10 km, il a un record de 41 min 26 s obtenu à Pékin le 18 septembre 2010. Il marche en 41 min 50 s 75 lors des Championnats du monde jeunesse à Lille en 2011 où il termine 6e. Sur 20 km marche il réalise 1 h 19 min 49 s à Changbaishan le 6 septembre 2015. Il remporte le titre mondial par équipes lors des Championnats du monde de marche à Rome le 7 mai 2016- avec une 12e place en 1 h 21 min 12 s.
Le 4 mars 2017, il porte son record personnel sur 20 km à 1 h 17 min 54 s, à Huangshan.
En 2021 il bat le record de Chine avec 1 h 16 min 54 s, ce qui représente le 3e performance de tous les temps.

## Palmarès
| Date | Compétition         | Lieu    | Résultat | Épreuve      | Marque          |
| ---- | ------------------- | ------- | -------- | ------------ | --------------- |
| 2023 | Championnats d'Asie | Bangkok | 2e       | 20 km marche | 1 h 25 min 29 s |